# Боролдайтау
Боралдайтау (Боралдай) — південно-східний відрог хребта Каратау біля Жамбильської і Туркестанської області Казахстана. Абсолютна висота 1813 м-код (Бокейтау). Протяжність з північного заходу на південний схід 70 км, ширина в західній частині - 25-30 км, в південно-східній 5-7 км. Поверхня гір вирівняна. 

## Опис
З Боралдайтау беруть початок річки Боралдай та Киршикти. Гори складені карбоновими вапняками, гранітоїдними та інтрузивними породами. Біля підніжжя гори—серозем і каштанові ґрунти з Ефемерами. На схилах і в ущелинах виростають туркестанська ялівець арча, согдіанська горобина, алича, а також плодові дерева. У Боралдайтау розташований Карабастауська плодово-ягідна районна ділянка Аксу-Джабаглинського заповідника.